# Opération Bowler
Offensive du printemps 1945 en Italie
Batailles
Invasion de la Sicile
- Lampedusa
- Corkscrew
- Mincemeat
- Barclay
- Animals
- Chestnut
- Narcissus
- Fustian
- Ladbroke
- Gela
- Troina
- Centuripe

Invasion de l'Italie
- Baytown
- Avalanche
- Rome
- Slapstick
- Armistice de Cassibile
- Achse
- Naples
- Bombardement du Vatican
- Ligne Volturno
- Libération de la Corse
- Ligne Barbara
- Bombardement de Bari

Ligne Gustave
- Ligne Bernhardt
- Raincoat
- San Pietro Infine
- Rivière Moro
- Ortona
- Rivière Rapido
- Monte Cassino
- Shingle
- Cisterna
- Diadem
- Strangle
- Ligne Trasimene
- Libération de Rome
- Ancône
- Brassard

Ligne gothique
- Rimini
- Saint-Marin
- Gemmano
- Montecieco
- Monte Castello
- Garfagnana

Offensive du printemps 1945
- Tombola
- Bowler
- Roast
- Bologne
- Argenta Gap
- Herring
- Collecchio

Guerre civile italienne
L'opération Bowler est une attaque aérienne contre le port de Venise par des avions alliés le 21 mars 1945, dans le cadre de la campagne d'Italie de la Seconde Guerre mondiale. L'opération est dirigé par le Wing commander par intérim (plus tard Group captain) George Westlake de la Royal Air Force.
Au début de l’année 1945, les réseaux ferroviaire et routier du nord de l'Italie avaient subi de graves dommages, obligeant les Allemands à recourir à l'expédition de marchandises à Venise, puis à les déplacer de la ville le long des rivières et des canaux. Une attaque contre le port de la ville est donc jugée nécessaire par le commandement allié, malgré un risque élevé de dommage contre les trésors architecturaux et artistiques de la ville, comme cela avait été le cas lors d'autres batailles de la campagne d'Italie, comme la bataille de Monte Cassino. L'opération est planifiée avec précision afin d'éviter de tels dommages. Elle est nommée opération Bowler par le vice-maréchal de l'air Robert Foster, pour rappeler aux militaires impliquées le risque encouru : « bowler hatted » (retour à la vie civile) en cas d’endommagement de la ville.
Après avoir évalué les conditions météorologiques, Westlake mène l'attaque dans un Curtiss P-40 Kittyhawk du No. 250 Squadron RAF (en), qui fait partie de la No. 239 Wing RAF, composée d'escadrons Kittyhawk et Mustang et spécialisée dans les opérations de bombardement en piqué. Les chasseurs attaquent les défenses des docks, provoquant de légers dommages architecturaux, notamment quelques vitres cassées.
L'attaque coule le torpilleur TA42 (ex-Alabarda), deux navires marchands ainsi que des escortes navales et des navires plus petits, endommage gravement un gros cargo et détruit cinq entrepôts, un stock de mines de l'Axe (en faisant un trou de 100 mètres dans le quai) et d'autres infrastructures portuaires, comme un établissement d'entraînement sous-marin pour hommes-grenouilles et torpilles humaines.
Westlake est reconnu peu de temps après, récompensé par l'Ordre du service distingué pour « son excellent leadership, une grande capacité tactique et une détermination exceptionnelle », ayant déjà remporté la Distinguished Flying Cross en 1942 pour sa bravoure continue dans environ 300 sorties opérationnelles.